# Арнон, Авраам
Арнон Авраам (при рождении Абрам Бабин; 1887, Чериков — 24 мая 1960, Израиль) — израильский педагог.

## Биография
Родился в Черикове, вскоре его семья переехала в Полоцк, где он получил традиционное еврейское образование. В 1909 начал учёбу в Высшей школе торговли и экономики в Киеве. После её окончания в 1914 продолжил своё образование в США. В 1913 эмигрировал в Палестину. В 1928—1931 директор школы им. С.Лемеля в Иерусалиме. С 1933 — школьный инспектор, а с 1948 главный школьный инспектор Министерства просвещения. Член коллегии Министерства просвещения. Лауреат Государственной премии Израиля за педагогическую деятельность в 1960. Его имя носит школа «Арнон» в Рамат-Гане и Тель-Авиве.
- Арнон, Авраам — статья из Российской еврейской энциклопедии